# Baculentulus morikawai
Baculentulus morikawai är en urinsektsart som först beskrevs av Imadaté och Riozo Yosii 1956.  Baculentulus morikawai ingår i släktet Baculentulus och familjen lönntrevfotingar. Inga underarter finns listade.